# Strombus pugilis
Strombe combattant
Espèce
Strombus pugilis, le Strombe combattant, est une espèce de mollusques gastéropodes de la famille des Strombidae.

## Répartition
Strombus pugilis se rencontre dans l'Atlantique ouest. Cette espèce est présente du niveau de la mer et jusqu'à 55 m de profondeur.

## Liste des sous-espèces
Selon GBIF (10 juin 2023) :
- Strombus pugilis pugilis Linnaeus, 1758
- Strombus pugilis worki Petuch, 1993

## Systématique
Le nom valide complet (avec auteur) de ce taxon est Strombus pugilis Linnaeus, 1758.
Strombus pugilis a pour synonymes :
- Drillia actinocycla Dall & C.T.Simpson, 1901
- Pyramis striata Röding, 1798
- Strombus cornutus Perry, 1811
- Strombus nicaraguensis Fluck, 1905
- Strombus pugilis subsp. peculiaris M.Smith, 1940
- Strombus pugilis var. nicaraguensis Fluck, 1905
- Strombus pugilus Linnaeus, 1758
- Strombus sloani Leach, 1814